# 史权
史权，字伯衡，永清（今河北永清县）人，元朝政治人物。史天倪的儿子，史楫的弟弟。
史权勇而有谋。1252年，代叔父史天泽为万户。1254年，屯军邓州。1259年，跟随忽必烈攻打南宋，在樊城大败宋将高达。忽必烈北还时，他奉命总兵镇守长江北岸的武矶山。忽必烈即位为元世祖，授诸军总管万户。中统三年（1262年），授江汉大都督，总制军马，总管屯田万户。至元六年（1269年），忽必烈召见，他进献征南之策，主张先破樊城，襄阳可不战而下。至元七年（1270年）他领兵在荆子口大破宋军，又屡破宋朝夏贵所部。担任河南等路宣抚使，真定等路总管，兼府尹。后改任东平、河间。病故，谥武穆。其子史烜、史焃，其孫史元亨。